# Liste von Leuchttürmen in Polen
Diese Liste führt Leuchttürme in Polen auf. Leuchtturm heißt auf polnisch Latarnia morska. 
Betrieben werden die aktiven Leuchttürme von drei regionalen Schifffahrtsbehörden (polnisch Urząd Morski) in Szczecin, Słupsk (ehemals) und Gdynia. Die Polnische Akademie der Wissenschaften betreibt zwei weitere Leuchtfeuer an ihren Polarstationen Polska Stacja Polarna auf Spitzbergen und den Arctowski-Leuchtturm auf den Südlichen Shetlandinseln. Die meisten Leuchttürme sind auch im Miniaturpark der Leuchttürme ausgestellt.
Die Liste beginnt am Stettiner Haff und endet an der Frischen Nehrung. Bei den Stationen, die durch einen Neubau ersetzt wurden, ist ein zweites Baujahr angegeben.

## Liste
| Name                            | Region          | Gewässer         | Position                         | Baujahr(e) | Turmhöhe | Feuerhöhe | Kennung             | Bild |
| ------------------------------- | --------------- | ---------------- | -------------------------------- | ---------- | -------- | --------- | ------------------- | ---- |
| Oberfeuer Raduń                 | Westpommern     | Stettiner Haff   | 53° 34′ 15,2″ N, 14° 36′ 4,1″ O  | 1928       | 28 m     | 26 m      | Oc(2)W.8s           |      |
| Unterfeuer Raduń                | Westpommern     | Stettiner Haff   | 53° 34′ 40,5″ N, 14° 35′ 55,1″ O | 1928       | 15 m     | 15 m      | Oc(2)W.8s           |      |
| Unterfeuer Krępa                | Westpommern     | Stettiner Haff   | 53° 35′ 51,2″ N, 14° 35′ 37,3″ O | 1928       | 15 m     | 15 m      | Oc.W.4s             |      |
| Oberfeuer Krępa                 | Westpommern     | Stettiner Haff   | 53° 36′ 12,5″ N, 14° 35′ 34,8″ O | 1928       | 34 m     | 32 m      | Oc.W.4s             |      |
| Brama Torowa 4W                 | Westpommern     | Stettiner Haff   | 53° 39′ 49,9″ N, 14° 31′ 48,8″ O | 1926       | 24 m     | 25 m      | Iso.W.2s            |      |
| Brama Torowa 4E                 | Westpommern     | Stettiner Haff   | 53° 39′ 55,3″ N, 14° 32′ 0″ O    | 1926       | 24 m     | 25 m      | Iso.W.2s            |      |
| Brama Torowa 3W                 | Westpommern     | Stettiner Haff   | 53° 42′ 42,1″ N, 14° 27′ 58,2″ O | 1930       | 21 m     | 25 m      | Fl(3)W.8s           |      |
| Brama Torowa 3E                 | Westpommern     | Stettiner Haff   | 53° 42′ 47,3″ N, 14° 28′ 9,3″ O  | 1930       | 21 m     | 25 m 22 m | Fl(3)W.8s Fl.WRG.4s |      |
| Brama Torowa 2W                 | Westpommern     | Stettiner Haff   | 53° 45′ 34,1″ N, 14° 24′ 6,8″ O  | 1931       | 21 m     | 25 m 23 m | Fl(2)W.8s Fl.WRG.4s |      |
| Brama Torowa 2E                 | Westpommern     | Stettiner Haff   | 53° 45′ 39,1″ N, 14° 24′ 17,9″ O | 1931       | 21 m     | 25 m      | Fl(2)W.8s           |      |
| Mühlenbake                      | Usedom          | Pommersche Bucht | 53° 55′ 34,3″ N, 14° 16′ 38,7″ O | 1902       | 11 m     | 11 m      | Oc.Y.10s            |      |
| Leuchtturm Świnoujście          | Wolin           | Pommersche Bucht | 53° 54′ 57,6″ N, 14° 17′ 3,1″ O  | 1828/1858  | 65 m     | 68 m      | Oc.WR.5s            |      |
| Leuchtturm Kikut                | Wolin           | Pommersche Bucht | 53° 58′ 53,2″ N, 14° 34′ 49,1″ O | 1826       | 18 m     | 91 m      | Iso.W.10s           |      |
| Leuchtturm Niechorze            | Westpommern     | Ostsee           | 54° 5′ 41″ N, 15° 3′ 50″ O       | 1866/1948  | 45 m     | 63 m      | Fl.W.10s            |      |
| Leuchtturm Kołobrzeg            | Westpommern     | Ostsee           | 54° 11′ 11″ N, 15° 33′ 15,3″ O   | 1899/1948  | 26 m     | 36 m      | Fl.W.3s             |      |
| Leuchtturm Gąski                | Westpommern     | Ostsee           | 54° 14′ 34,2″ N, 15° 52′ 21,8″ O | 1878       | 50 m     | 51 m      | Oc(3)W.15s          |      |
| Leuchtturm Darłowo              | Westpommern     | Ostsee           | 54° 26′ 25,2″ N, 16° 22′ 42,8″ O | 1885       | 22 m     | 20 m      | LFl(2)W.15s         |      |
| Leuchtturm Jarosławiec          | Westpommern     | Ostsee           | 54° 32′ 22,9″ N, 16° 32′ 32,4″ O | 1830/1838  | 33 m     | 50 m      | Fl(2)W.9s           |      |
| Leuchtturm Ustka                | Pommern         | Ostsee           | 54° 35′ 16,6″ N, 16° 51′ 16,2″ O | 1871/1892  | 23 m     | 22 m      | Oc.W.6s             |      |
| Leuchtturm Czołpino             | Pommern         | Ostsee           | 54° 43′ 5,9″ N, 17° 14′ 28,4″ O  | 1875       | 25 m     | 75 m      | Oc(2)W.8s           |      |
| Leuchtturm Stilo                | Pommern         | Ostsee           | 54° 47′ 12,7″ N, 17° 44′ 2,3″ O  | 1906       | 34 m     | 75 m      | Fl(3)W.12s          |      |
| Leuchtturm Rozewie Nova         | Pommern         | Ostsee           | 54° 49′ 50,8″ N, 18° 19′ 59,9″ O | 1878       | 20 m     | –         | gelöscht (1910)     |      |
| Leuchtturm Rozewie Stara        | Pommern         | Ostsee           | 54° 49′ 49,4″ N, 18° 20′ 10,5″ O | 1822       | 32 m     | 83        | Fl.W.3s             |      |
| Leuchtturm Jastarnia            | Halbinsel Hel   | Danziger Bucht   | 54° 42′ 0,9″ N, 18° 40′ 53,8″ O  | 1938/1950  | 13 m     | 22 m      | Mo(A)W.20s          |      |
| Leuchtturm Góra Szwedów         | Halbinsel Hel   | Danziger Bucht   | 54° 37′ 35,5″ N, 18° 49′ 9,7″ O  | 1936       | 17 m     | –         | gelöscht (1990)     |      |
| Leuchtturm Hel                  | Halbinsel Hel   | Danziger Bucht   | 54° 36′ 0″ N, 18° 48′ 46,4″ O    | 1827/1942  | 40 m     | 41 m      | Iso.W.10s           |      |
| Leuchtturm Sopot                | Pommern         | Danziger Bucht   | 54° 26′ 43,3″ N, 18° 34′ 14,3″ O | 1904       | 33 m     | 25 m      | Fl.W.4s             |      |
| Leuchtturm Gdańsk Nowy Port     | Pommern         | Danziger Bucht   | 54° 24′ 22,6″ N, 18° 39′ 40,3″ O | 1758/1894  | 27 m     | –         | gelöscht (1984)     |      |
| Festung Weichselmünde           | Pommern         | Danziger Bucht   | 54° 23′ 45″ N, 18° 40′ 44,8″ O   | 1482       | 30 m     | –         | gelöscht (1758)     |      |
| Leuchtturm Gdańsk Port Północny | Pommern         | Danziger Bucht   | 54° 23′ 59,2″ N, 18° 41′ 46,4″ O | 1984       | 61 m     | 56 m      | Fl(3)W.9s           |      |
| Leuchtturm Krynica Morska       | Frische Nehrung | Danziger Bucht   | 54° 23′ 7,4″ N, 19° 27′ 2,7″ O   | 1895/1951  | 27 m     | 53 m      | Fl(2)W.12s          |      |